# 디터 에크슈타인
디터 에크슈타인(독일어: Dieter Eckstein, 1964년 3월 12일, 바덴-뷔르템베르크 주 켈 ~)은 독일의 전직 프로 축구 선수로, 현역 시절 스트라이커로 활약했다.

## 클럽 경력
"에케스"는 켈 출신이다. 그는 독일의 여러 구단 외에도 스위스와 잉글랜드 웨스트 햄 유나이티드에서 활약한 적도 있다.

## 국가대표팀 경력
에크슈타인은 서독 국가대표팀 경기에 7번 출전했다. 그 외에도, 에크슈타인은 유로 1988에 참가했다.

## 은퇴 후
2011년 7월 1일, 레겐스부르크의 아마추어 선수단이 주최한 자선 경기에 뛰면서, 에크슈타인은 심근경색으로 혼수상태에 빠지기도 했다. 그는 레겐스부르크의 대학 병원으로 이송되어 상황이 호전되었다. 그는 이 사태로 신체 어느 부위에 영구적인 신체 결함이 야기되지 않았다.